# 11. Flak-Division
La 11. Flak-Division (11e division de Flak) est une division de lutte antiaérienne de la Luftwaffe allemande au sein de la Wehrmacht durant la Seconde Guerre mondiale.

## Historique
La 11. Flak-Division est mise sur pied le 1er septembre 1941 à Bordeaux à partir du Luftverteidigungskommando 11 et couvre la région de la Bretagne à la frontière franco-espagnol. En janvier 1943, la division déménage sur Nîmes.
Le Stab/18. Flak-Brigade (mot.) quitte la division en décembre 1943.
En février 1944, la 11. Flak-Division est renommée Stab/III. Flakkorps.
La 11. Flak-Division est reformée en août 1944 à Heydebreck/Oberschlesien à partir de la Stab/15. Flak-Brigade.
Le 1er mars 1945, la division est à Friedberg sous commandement de la I. Flakkorps (de).

## Commandement
| Début              | Fin             | Grade           | Nom                 |
| ------------------ | --------------- | --------------- | ------------------- |
| 1er septembre 1941 | 31 octobre 1943 | General         | Helmut Richter (de) |
| 1er novembre 1943  | Mars 1944       | Generalleutnant | Erich Kressmann     |
| Août 1944          | 8 mai 1945      | Generalmajor    | Oskar Kraemer       |

### Chef d'état-major (Ia)
| Début           | Fin      | Grade     | Nom                  |
| --------------- | -------- | --------- | -------------------- |
| ?               | ?        | ?         | ?                    |
| 30 janvier 1945 | ? 1945   | Hauptmann | Bednartz             |
| ? 1945          | Mai 1945 | Hauptman  | Günther Schmidt-Hern |

## Organisation

### Rattachement
| Début              | Fin            | Commandement                    |
| ------------------ | -------------- | ------------------------------- |
| 1er septembre 1941 | Septembre 1944 | Luftgau-Kommando Westfrankreich |
| Septembre 1944     | Avril 1945     | Luftgau-Kommando VIII           |
| Avril 1945         | Mai 1945       | I. Flakkorps (de)               |

### Unités subordonnées
Formation le 1er septembre 1941 :
Organisation en janvier 1943 :
- Stab/Flak-Regiment 45 à Bordeaux
- Stab/Flak-Regiment 69 à Marseille
- Stab/Flak-Regiment 85 à Tarascon
- Stab/Flak-Regiment 653 à Narbonne
- Luftnachrichten-Abteilung 131

Organisation au 1er novembre 1943 :
- Stab/12. Flak-Brigade (mot.)
- Stab/18. Flak-Brigade (mot.)
- Luftnachrichten-Betriebs-Kompanie 131

Organisation en août 1944 :
- Stab/Flak-Regiment 54 (o) (Flakgruppe Auschwitz*)
- Stab/Flak-Regiment 106 (o) (Flakgruppe Oberschlesien-West)
- Stab/Flak-Regiment 107 (o) (Flakgruppe Oberschlesien-Ost)
- Stab/Flak-Regiment 150 (o) (Flakgruppe Breslau)lexikon-der-wehrmacht.de
- Stab/Flakscheinwerfer-Regiment 84 (o) (Flakscheinwerfergruppe Oberschlesien)
- Luftnachrichten-Abteilung 131

Organisation le 4 avril 1945 :
- Flak-Sturm-Regiment 2
- Flak-Regiment 80
- Flak-Regiment 153
- Luftnachrichten-Abteilung 131

### Livres
- Georges Bernage et François de Lannoy, Dictionnaire historique : la Luftwaffe, la Waffen-SS, 1939-1945, Bayeux, Éditions Heimdal, 1998, 480 p. (ISBN 978-2-84048-119-5, OCLC 42934551)
- (de) Karl-Heinz Hummel:Die deutsche Flakartillerie 1935 - 1945 - Ihre Großverbände und Regimenter, VDM Heinz Nickel, 2010